# Ginding Herred

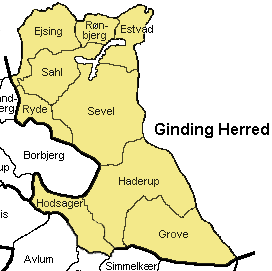
Ginding Herred

Ginding Herred was een herred in het voormalige Ringkøbing Amt in Denemarken. In Kong Valdemars Jordebog wordt de hered vermeld als Getinghæreth. In 1970 ging het gebied op in de nieuwe provincie Ringkøbing.

## Parochies
Ginding was oorspronkelijk verdeeld in 9 parochies. Trandum en Vinderup zijn pas in 2010 zelstandige parochies geworden. Eerder waren zij deel van Sahl en Sevel.
- Ejsing
- Estvad
- Grove
- Haderup
- Hodsager
- Ryde
- Rønbjerg
- Sahl
- Sevel
- Trandum (niet op kaart)
- Vinderup (niet op kaart)